# Alessandro Deiola
Alessandro Deiola (San Gavino Monreale, 1 de agosto de 1995) es un futbolista italiano que juega de centrocampista en el Cagliari Calcio de la Serie A.

## Carrera
Fichó por el Cagliari Calcio de la Serie A en 2014.
La primera temporada la pasó cedido en el modesto Tuttocuoio donde disputó 33 partidos y marcó 4 goles.
En la temporada 2016-17 debutó en la Serie A con el Cagliari, disputando 5 partidos en el principio de la temporada. En el mercado de invierno se marchó cedido al Spezia Calcio de la Serie B. La temporada 2017-18 la pasó completa en el Cagliari.
Para la temporada 2018-19 se marchó cedido al Parma de la Serie A, y, debido a su buen nivel, regresó al Cagliari antes de que finalizase la misma.
El 10 de enero de 2020 fue cedido a la U. S. Lecce para lo que restaba de temporada. En septiembre del mismo año regresó, también prestado, al Spezia Calcio.

## Clubes
| Club                       | País   | Año       |
| -------------------------- | ------ | --------- |
| Cagliari Calcio            | Italia | 2014-act. |
| A. C. Tuttocuoio (cedido)  | Italia | 2014-2015 |
| Spezia Calcio (cedido)     | Italia | 2016-2017 |
| Parma Calcio 1913 (cedido) | Italia | 2018-2019 |
| U. S. Lecce (cedido)       | Italia | 2020      |
| Spezia Calcio (cedido)     | Italia | 2020-2021 |